# Звиника
Звини́ка (болг. Звъника) — село в Кирджалійській області Болгарії. Входить до складу общини Кирджалі.

## Населення
За даними перепису населення 2011 року у селі проживали 0 осіб.
Динаміка населення: